# 康斯坦丁·弗谢沃洛多维奇
康斯坦丁·弗谢沃洛多维奇（俄語：Константин Всеволодович，1186年5月18日—1218年2月2日），诺夫哥罗德王公（1205年~1207年），罗斯托夫王公（1207年~1218年），弗拉基米尔大公（1216年~1218年）。
康斯坦丁·弗谢沃洛多维奇是弗拉基米尔大公弗谢沃洛德（大窝）的长子。作为他父亲的联姻策略的产物，康斯坦丁在10岁时就已经与斯摩棱斯克王公姆斯季斯拉夫·罗曼诺维奇的女儿结婚。
康斯坦丁·弗谢沃洛多维奇于1205年被其父安置到诺夫哥罗德当王公。1207年弗谢沃洛德将康斯坦丁转封至罗斯托夫，同时还给予他另外5个城市，包括雅罗斯拉夫尔。1211年弗谢沃洛德决定平衡一下他的几个最年长的儿子的势力，下令将罗斯托夫转交给次子尤里·弗谢沃洛多维奇。康斯坦丁·弗谢沃洛多维奇激烈反对这个决定，因为他希望保住罗斯托夫；这迫使弗谢沃洛德在临终前改变了通常的继承顺序：他让较为年轻的尤里·弗谢沃洛多维奇继承了弗拉基米尔大公的公位。这导致康斯坦丁与尤里之间爆发了长期的战争。1216年4月12日，康斯坦丁与诺夫哥罗德王公姆斯季斯拉夫·姆斯季斯拉维奇结盟，在利皮齐河附近的战役中打败了尤里，终于登上了大公宝座。
在康斯坦丁·弗谢沃洛多维奇于1218年去世后，尤里·弗谢沃洛多维奇再次获得了大公公位。康斯坦丁的儿子们成为罗斯托夫公王朝和雅罗斯拉夫尔公王朝的始祖。
康斯坦丁·弗谢沃洛多维奇为虔诚的基督教徒，他下令建造了罗斯托夫的圣母升天大教堂。雅罗斯拉夫尔有3座砖製教堂也是在他统治时期建造的。

## 家庭
- 妻子：阿加菲·姆斯季斯拉芙娜，斯摩棱斯克公主
- 子女：

1. 瓦西里科·康斯坦丁诺维奇，罗斯托夫王公
2. 弗谢沃洛德·康斯坦丁诺维奇，雅罗斯拉夫尔王公

| 前任： 斯维亚托斯拉夫·弗谢沃洛多维奇 | 诺夫哥罗德王公 1205年－1207年 | 繼任： 斯维亚托斯拉夫·弗谢沃洛多维奇 |
| 前任： 鲍里斯·弗拉基米罗维奇         | 罗斯托夫王公 1207年－1218年   | 繼任： 瓦西里科·康斯坦丁诺维奇       |
| 前任： 尤里·弗谢沃洛多维奇           | 弗拉基米尔大公 1216年－1218年 | 繼任： 尤里·弗谢沃洛多维奇           |